# Nokia N8
El Nokia N8 es un teléfono inteligente con Nokia Belle de Nokia Nseries. Con cámara de óptica Carl Zeiss y flash de xenón, el N8 es el primer teléfono Nokia que utiliza cámara de 12 megapíxeles con tamaño del sensor de 1/1.83 ", por lo que es el sensor de imagen más grande en un teléfono con cámara en el momento de su lanzamiento. El N8 cuenta con una pantalla de 3,5 pulgadas (89 mm) 360 x 640 píxeles de pantalla táctil en color recubierta con Gorilla Glass, y es el primer teléfono inteligente de Nokia en funcionar con el sistema operativo Symbian^3 con la interacción de un solo toque, con la adición de múltiples pantallas de inicio, las capacidades de personalización y las capacidades multi-touch con soporte de gestos. Entre sus características de conectividad están: salida HDMI, sonido Dolby Digital Plus y Wi-Fi 802.11 b/g/n de apoyo; el N8 es también el primer dispositivo que cuenta con pentabanda de radio 3.5G y más novedosamente, Bluetooth versión 3.0.
El teléfono inteligente Nokia N8 se puso a disposición en la tienda oficial en línea de Nokia el 23 de septiembre de 2010 y fue lanzado en algunos mercados el 1 de octubre de 2010. El N8 se convirtió en el producto con la mayor cantidad de clientes de pre-pedidos en la historia de Nokia hasta el momento de su lanzamiento. Para resaltar las capacidades de la cámara del Nokia N8, el fabricante creó un cortometraje, El viajero, en octubre de 2010, dirigido por los hermanos McHenry y protagonizado por Dev Patel, Ed Westwick, Charles Dance y Pamela Anderson. La película de siete minutos fue filmada en su totalidad con la cámara del teléfono 720p.

## Historia
El teléfono anterior de Nseries fue el N97 con pantalla táctil, que fue criticado por sus problemas de firmware anterior. Martin Acosta, Vicepresidente Ejecutivo de Nokia, Presidente de Mercados, dijo en una entrevista que el software de control de calidad será mejor que el del N97.
El N8 fue el primer dispositivo que incorpora el sistema operativo Symbian^3. El N8 estaba previsto para el segundo trimestre de 2010, pero fue pospuesto para el tercer trimestre.
El teléfono anterior Nokia con un enfoque en la fotografía es el N86 8MP, que tiene un sensor de 8 megapíxeles y ha estado disponible desde junio de 2009. El N8 es el segundo Nokia en tener una capacidad touchscreen de tipo capacitiva, tras el X6, pero es el primero con multi-touch.

## Diseño
Destacan su robustez y su diseño delgado.

## Cuerpo

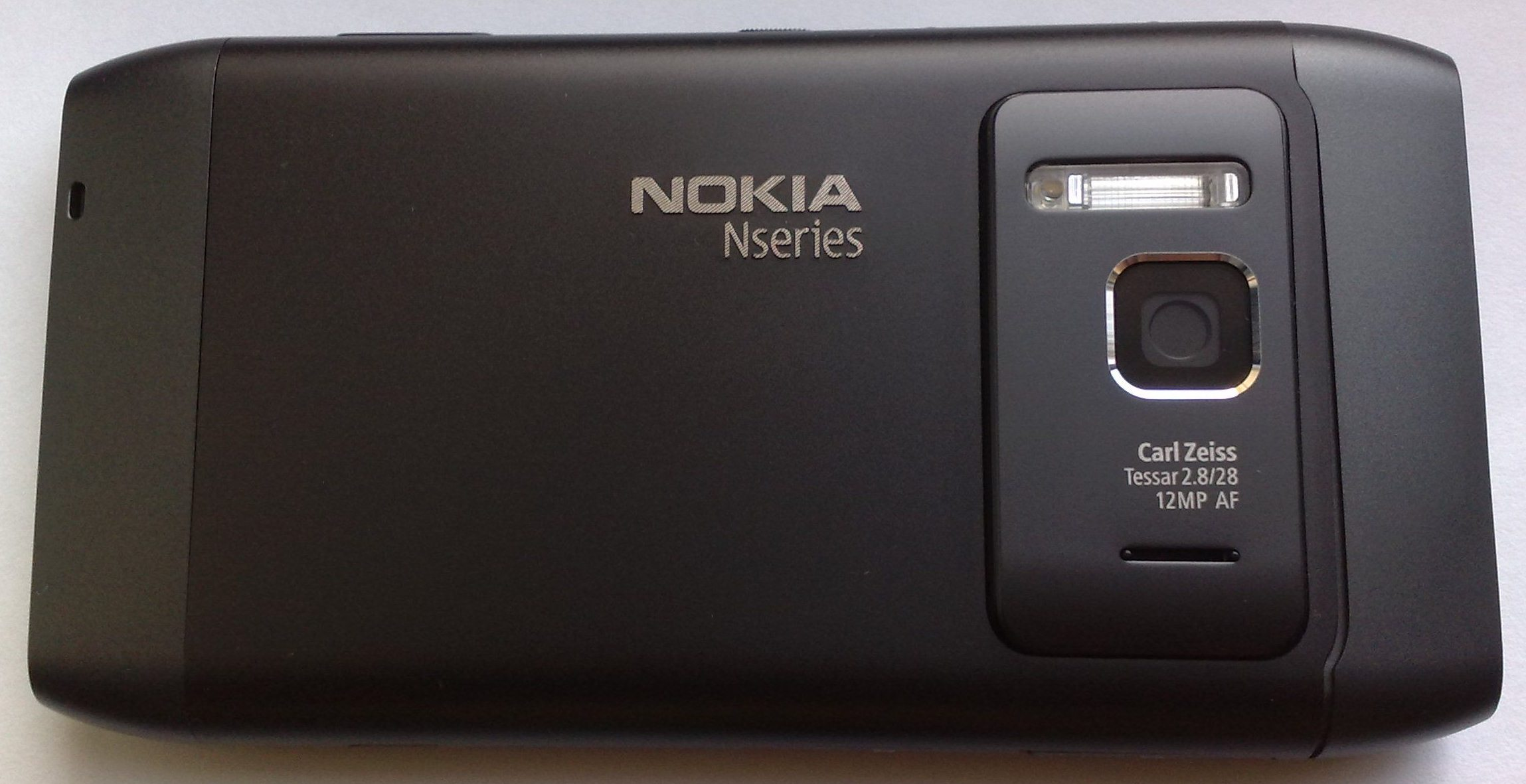

- Unibody de aluminio anodizado de shell.
- Disponible en plata blanco, gris oscuro, naranja, azul, verde, rosa y bronce (la disponibilidad de colores varía según el país).
- Tamaño: 113.5 × 59 × 12,9 mm
- Peso con batería: 135 g (4,8 onzas)
- Volumen: 86 cm³ (5,2 pulgadas cúbicas)

## Teclas y métodos de entrada
- Teclas físicas (tecla de menú, tecla de encendido, tecla de cámara, teclas de volumen, deslice el bloqueo)
- Dedo táctil de apoyo para la introducción de texto y el control de la interfaz de usuario
- Teclado alfanumérico en la pantalla y el teclado completo (esto último a partir de Symbian Anna / Nokia Belle)
- Posibilidad de utilizar lápiz capacitivo
- Reconocimiento de escritura para el chino
- Reconocimiento de voz

## Pantalla e interfaz de usuario
- Tamaño de pantalla: 3.5 "
- Resolución: 16:09 nHD (640 × 360 píxeles)
- 16,7 millones de colores
- Capacidad de pantalla táctil con tecnología AMOLED de matriz activa
- Sensor de orientación
- Brújula digital (magnetómetro)
- Sensor de proximidad
- Detector de luz ambiental

## Personalización
- Hasta seis pantallas de inicio personalizables (esto a partir de Nokia Belle)
- Widgets
- Temas
- Perfiles personalizados
- Tonos de timbre: MP3, AAC, eAAC, eAAC +, WMA, AMR-NB, AMR-WB
- Videotonos de llamada
- Iconos temáticos, fondos de pantalla, salvapantallas, temas de audio
- Temas de colores intercambiables

## Hardware
- 680 MHz ARM11 procesador (ARM v6 arquitectura)
- Broadcom BCM2727 GPU VideoCore III multimedia dedicada, motor con acelerador de gráficos 3D HW con OpenGL-ES 1.1/2.0 apoyo. 32 Mtriangles / seg
- 16 GB de memoria interna
- Ranura para tarjeta de memoria microSD, hot swap, hasta 32 GB
- 256 MB de RAM

## Administración de energía
De acuerdo con la información oficial de Nokia, la batería en la N8 no es reemplazable por el usuario. Sin embargo, se ha comprobado que la batería puede ser sustituida fácilmente quitando dos tornillos.
- BL-4D 1200 mAh Li-Ion.
- Tiempo de conversación (máximo):
  - GSM 720 minutos
  - WCDMA 350 minutos
- Tiempo en espera (máximo):
  - GSM 390 Horas
  - WCDMA 400 Horas
- Tiempo de reproducción de vídeo (H.264 720p, 30 fps, máximo): 6 h (a través de HDMI a la TV)
- Tiempo de grabación de vídeo (H.264 720p, 25 fps, máximo): 3 h 20 min
- Tiempo de videollamada (máximo): 160 minutos
- Reproducción de música (modo fuera de línea, máximo): 50 h

## Información de red
- GPRS / EDGE clase B, intervalos múltiples clase 33
- HSDPA Cat9, velocidad máxima de hasta 10.2 Mbit/s, HSUPA Cat5 2.0 Mbit/s
- WLAN IEEE 802.11 b/g/n
- TCP/IP de apoyo
- Posibilidad de uso como red módem
- Soporte para MS Outlook sincronización de contactos, agenda y notas

## Conectividad
- Bluetooth 3.0
- HDMI Mini Conector
- Alta velocidad de USB 2.0 con conector micro USB de carga USB
- USB On-The-Go (actualmente admite pen drives, lectores de memoria, mouse y teclados cableados e inalámbricos)
- 3.5 mm Nokia AV conector
- Radio FM
- Transmisor FM de corto alcance

## Frecuencia de operación
- Cuatribanda GSM / EDGE 850/900/1800/1900
- Pentabanda WCDMA 850/900/1700/1900/2100
- Cambio automático entre bandas WCDMA y GSM
- Modo de vuelo

## Accesorios
La TV móvil de Nokia Headset ofrece televisión DVB-H.

## Apoyo al desarrollo
El desarrollo puede llevarse a cabo mediante el software Nokia kit de desarrollo Qt.

## Promoción
Para destacar las capacidades de la cámara del Nokia N8, Nokia creó un corto, The Commuter, en octubre de 2010. Dirigido por los hermanos McHenry y protagonizado por Dev Patel, Ed Westwick, Charles Dance y Pamela Anderson, el vídeo de siete minutos fue rodado enteramente con la cámara de 720p del móvil. 
Para la promoción en España se creó un pequeño corto llamado Love Knot, en el que se presenta el teatro de títeres que se había empleado para la promoción del terminal en calles y centros comerciales.
El teléfono también ha sido usado para grabar el videoclip "Won't Be Long" del grupo Drums of Death.
El dispositivo también ha aparecido en la popular serie de Showtime Dexter, al igual que en la película TRON: Legacy".